# Konrad Petrides

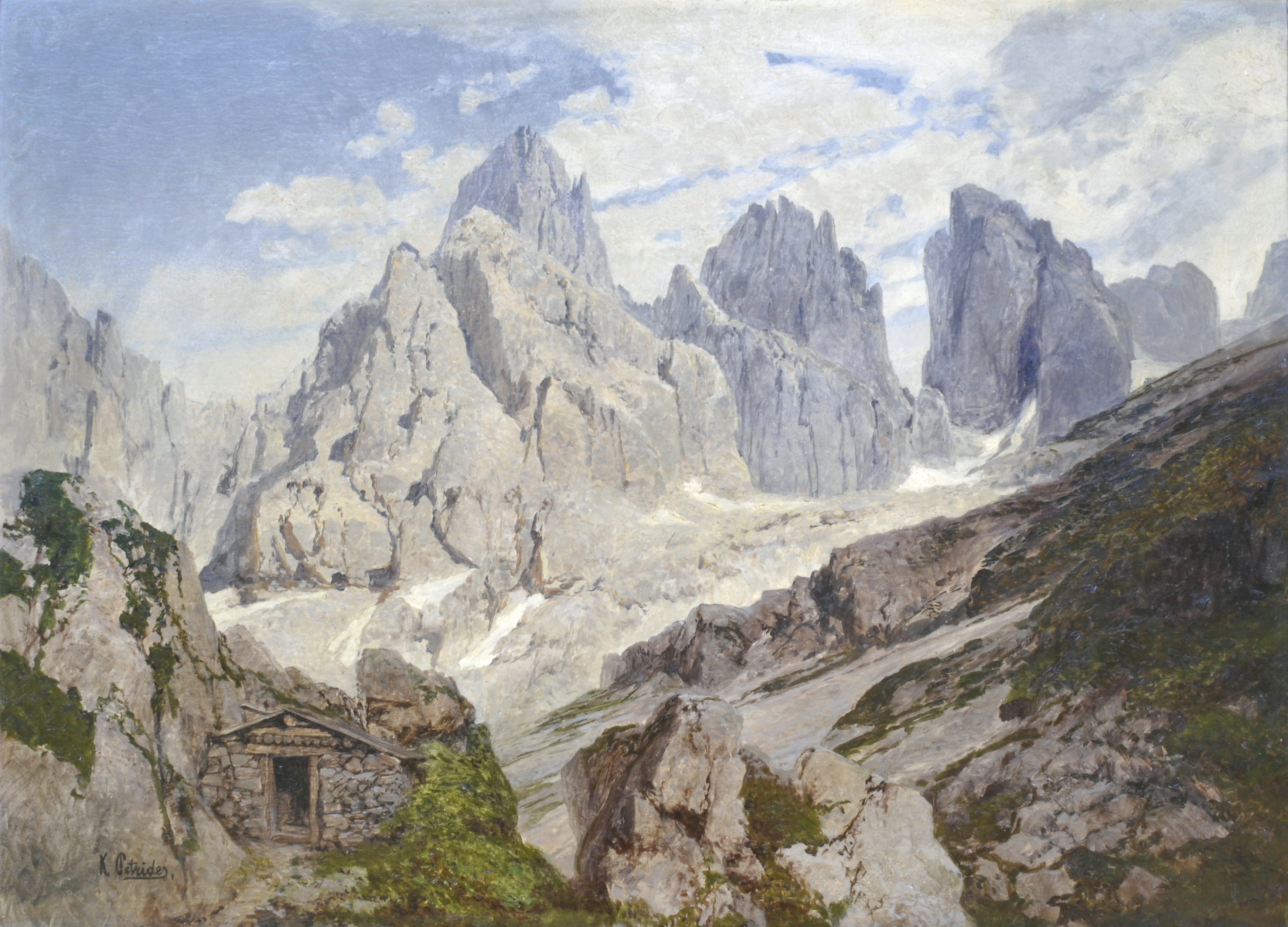
Ölgemälde der Langkofelgruppe des Konrad Petrides

Konrad Petrides  (* 11. Februar 1864 in Wien; † 30. März 1944 ebenda) war ein Wiener Landschafts- und Bühnenmaler.

## Leben
Er war im Atelier  von Hermann Burghart tätig. Nach seinen Landschaften, besonders aus Niederösterreich, Osttirol und Südtirol, wurden auch Ansichtskarten angefertigt.
Er war Mitglied des Dürerbundes, dessen Silbermedaille er 1919 erhielt. 1904 hatte er eine Goldmedaille auf der Weltausstellung in St. Louis, USA verliehen bekommen. Er arbeitete u. a. für Johann Kautskys Unternehmen Brioschi, Burghart und Kautsky, k.u.k. Hoftheatermaler in Wien.
Konrad Petrides war Vater der Schriftstellerin Margarete Petrides.

## Werke

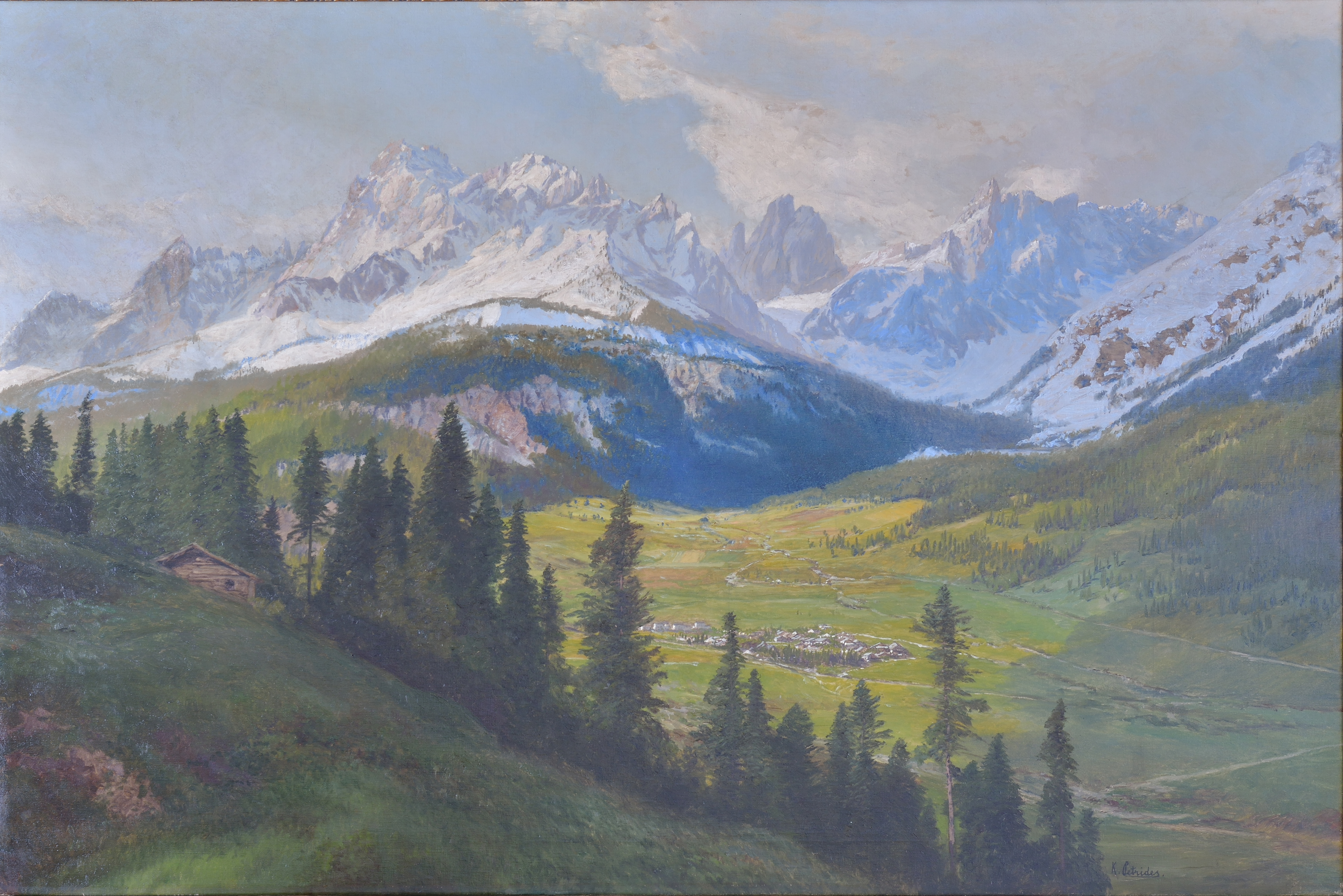
Sexten und die Sextener Sonnenuhr. Zehner, Elfer, Elferschartenspitze, Zwölfer, Kanzel, Einser – Ansicht aus dem Helm Berg.
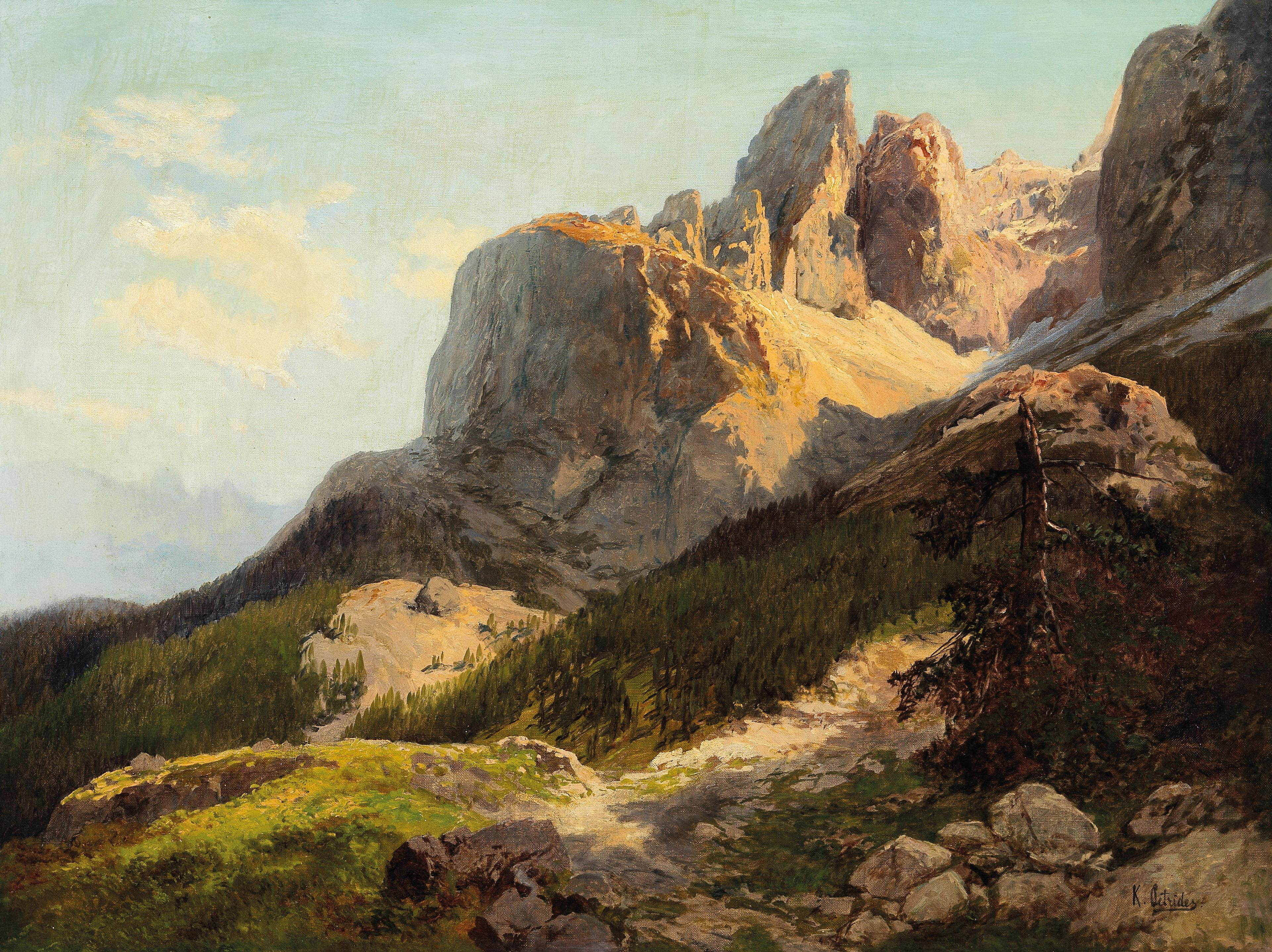
Sas dla Biesces und die Murfreit Türme in der Sellagruppe, Gröden.